# Heliuro de disodio
El heliuro de disodio o heliuro disódico (Na2He) es un compuesto de helio y sodio que es estable a altas presiones, generalmente superiores a 113 gigapascales (GPa) (1130000 bar). El compuesto había sido predicho, previamente, utilizando el código USPEX ( siglas correspondientes a Universal Structure Predictor: Evolutionary Xtallography), siendo, finalmente sintetizado en 2016.

## Síntesis
De acuerdo con las predicciones, el Na2He debería ser termodinámicamente estable a 160 GPa, y dinámicamente estable a más de 100 GPa. Esto implica que podría ser generado a las presiones más altas y luego descomprimirlo hasta 100 GPa, teniendo en cuenta que a presiones inferiores ocurriría su descomposición. Comparado con otros compuestos binarios de otros elementos y helio, esta predicción implica que sería estable a la presión más baja de cualquier combinación de este tipo, de modo que, por ejemplo, un compuesto de helio y potasio (K2He) requerirá para su preparación de presiones mucho más altas, del orden de los terapascales (TPa). . 
El material se sintetizó colocando finas láminas de sodio en una celda de yunque de diamante junto con He a 1600 bar para, posteriormente, ser todo ello comprimido a 130 GPa y calentado a 1500 K con un láser.La predicción establece que el Na2He debe ser aislante y transparente. A 200 GPa, los átomos de sodio tienen una carga de Bader de +0.60, la carga de helio es de -0.15, y los puntos de dos electrones están cada uno cerca de -0,511. El heliuro de disodio se funde a una temperatura alta, cercana a los 1500 K, mucho mayor que el punto de fusión del sodio. Cuando se descomprime, puede mantener su forma y características hasta llegar a los  113 GPa. A medida que aumenta la presión, las predicciones son que el sodio ganará más carga positiva, el helio perderá carga negativa y aumentará la densidad de electrones libres. La energía se compensa con la contracción relativa de los átomos de helio y el espacio para los electrones.

## Estructura cristalina
El Na2He tiene una estructura cristalina cúbica, que se asemeja a la fluorita (estructura de fluorita); es decir, con empaquetamiento cúbico compacto en el que el He ocupa los vértices y centro de las caras de un cubo y el ion sodio, los huecos intersticiales. A 300 GPa, el borde de una celda unitaria del cristal tiene a = 3.95 Å (ängströms). Cada celda unitaria contiene cuatro átomos de helio en el centro de las caras y esquinas del cubo y ocho átomos de sodio a coordenadas de una cuarta parte de cada cara. Los pares de  electrones (2e−) se ubican en cada borde y en el centro de la celda unidad. Cada par de electrones está emparejado por rotación. La presencia de estos electrones aislados lo convierte realmente en un electruro. Los átomos de helio no participan en los enlaces. Sin embargo, los pares de electrones se pueden considerar como un enlace de dos electrones de ocho centros.